# Marc Leemans (acteur)
Marc Leemans (Hoogstraten, 9 november 1925 – Mechelen, 22 maart 2015) was een Vlaams acteur en hoorspelacteur.
Marc Leemans studeerde in 1950 af aan de Studio van het Nationaal Toneel. Hij speelde in vele televisiefilms en series. Zijn laatste theaterproductie was in Wanja en de bosgeest met het Mechels Miniatuur Teater.
Hij was als hoorspelacteur onder andere te horen in Een bruiloftsdag (Paolo Levi - Herman Niels, 1970), Kaïn die van nergens kwam (Charles Pascarel - Jos Joos, 1970), Ella (Rhys Adrian - Frans Roggen, 1971), God Pomerantz (Ephraim Kishon - Jos Joos, 1973) en Verloop van een ziekte (Klas Ewert Everwyn - Herman Niels, 1978). Hij vertolkte de rol van pastoor in de televisieserie De Paradijsvogels.

## Trivia
Leemans was gehuwd met de zangeres Jo Leemans.